# Ngorongoro

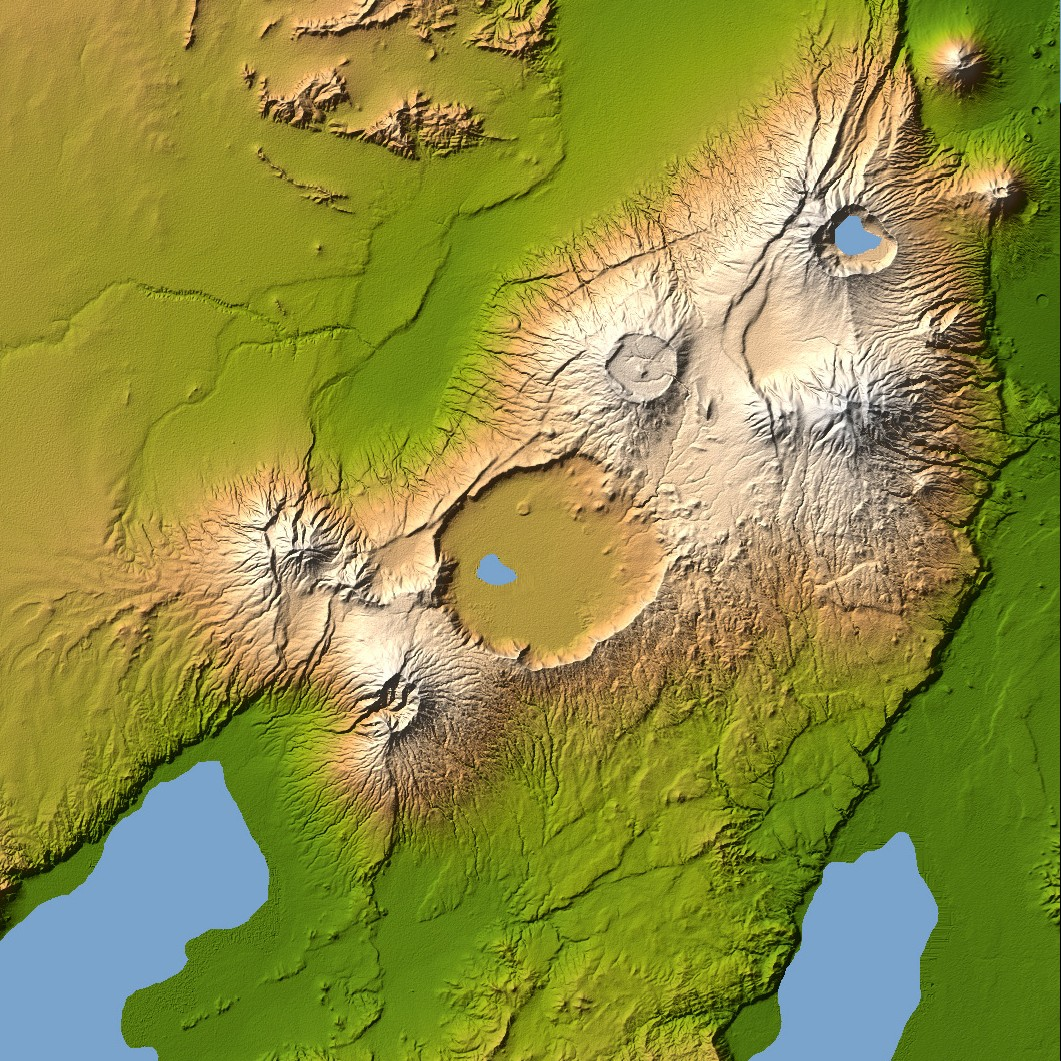
Kaart van de Ngorongoro-krater

De Ngorongoro-krater is de grootste intacte caldera (ingestorte vulkaankegel) ter wereld. Hij bevindt zich ten noordwesten van Arusha in Tanzania op 2200 meter NAP. Deze vulkaanresten zijn vermoedelijk 2-3 miljoen jaar geleden ontstaan uit een vulkaan die zo'n vijf kilometer hoog geweest moet zijn.

## Geologie en klimaat
De krater heeft een diameter van 17-21 kilometer en de kraterbodem een oppervlak van ca. 260 vierkante kilometer. De rand van de krater ligt ongeveer 600 meter boven de kraterbodem. Daardoor ontstaan verschillende klimaatzones in de krater. In het midden van de krater ligt een zoutmeer.

## Flora en fauna
De kraterwand schermt het gebied in de krater grotendeels af tegen de toevallige migratie van de dieren. De leeuwenpopulatie vertoont daardoor een sterke inteelt. De scheiding van andere leeuwen wordt versterkt door de Masaibewoning tussen deze populaties. Anderzijds kunnen trekkende kuddedieren zoals gnoes de krater wel bezoeken.
In de krater leven permanent naar schatting 25.000 grotere zoogdieren en op het hoogtepunt 500.000.
Daarmee is dit een van de dichtstbevolkte wildgebieden ter wereld. De Ngorongoro-krater was deel van het Serengeti-natuurreservaat sinds zijn ontstaan in 1951 en werd in 1959 een zelfstandig natuurgebied. Sinds 1979 staat de krater op de UNESCO-lijst als werelderfgoed.
Bijna alle grote Afrikaanse dieren komen voor in de krater: zebra's, gnoes, zwarte neushoorns, olifanten, leeuwen, jachtluipaarden, en nijlpaarden. De gnoepopulatie in de krater neemt niet deel aan de grote migratie tussen de Serengeti en de Masai Mara. Een opvallende afwezige is de giraffe: door hun lange nek en lange poten kunnen zij de steile afdaling naar de bodem van de krater niet maken. Ook krokodillen, impala's, lierantilopen en oribi's komen niet in de krater voor.

## Bewoning
Op de rand van de krater bevinden zich kampeerplaatsen en lodges.
Dagelijks dalen de Masai met hun kuddes koeien af in de krater om ze te laten drinken. Zij zijn als enigen bevoegd zich buiten voertuigen in de krater te bevinden.
Omdat het wild in de krater minder schuw is dan ergens anders in de Serengeti en in grote hoeveelheden voorkomt, zijn er in het hoogseizoen veel toeristen. Tijdens de droge tijd is de krater veelal met een gewone auto bereikbaar. Als het geregend heeft kunnen er alleen vierwielaangedreven auto's de krater in, vanwege de steile toegangs- en uitgangswegen.
De vele auto's met toeristen vormen toenemend een belasting voor de natuur.

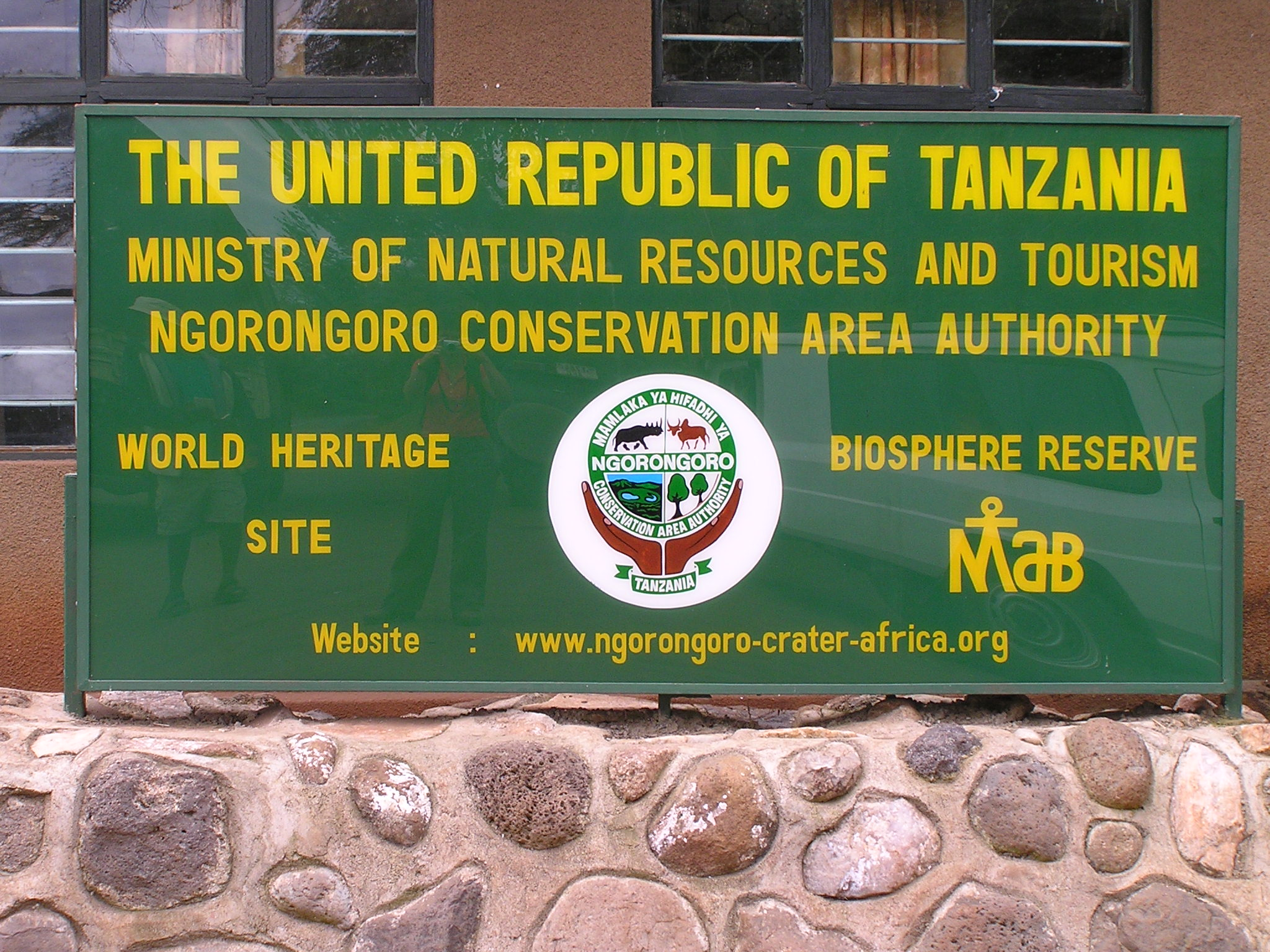
Bord bij de ingang van de Ngorongoro-krater
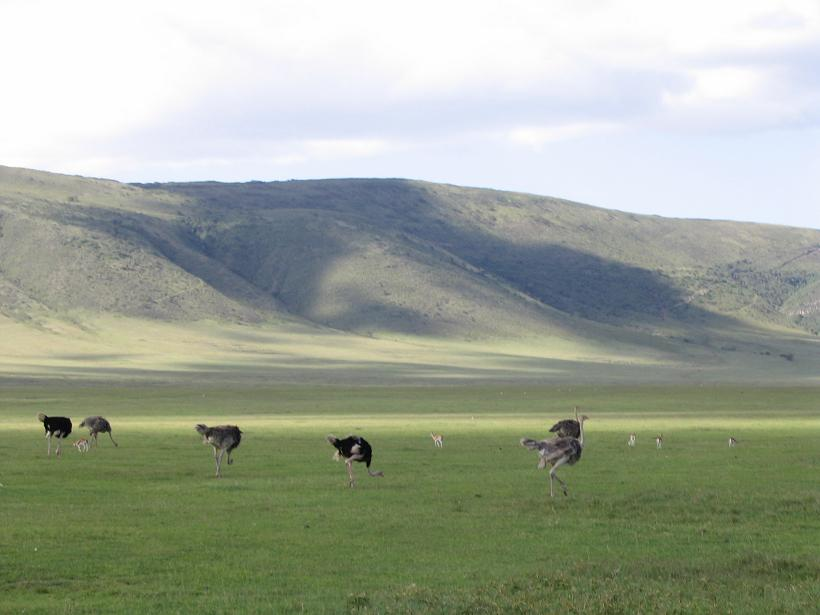
Struisvogels in de Ngorongoro-krater
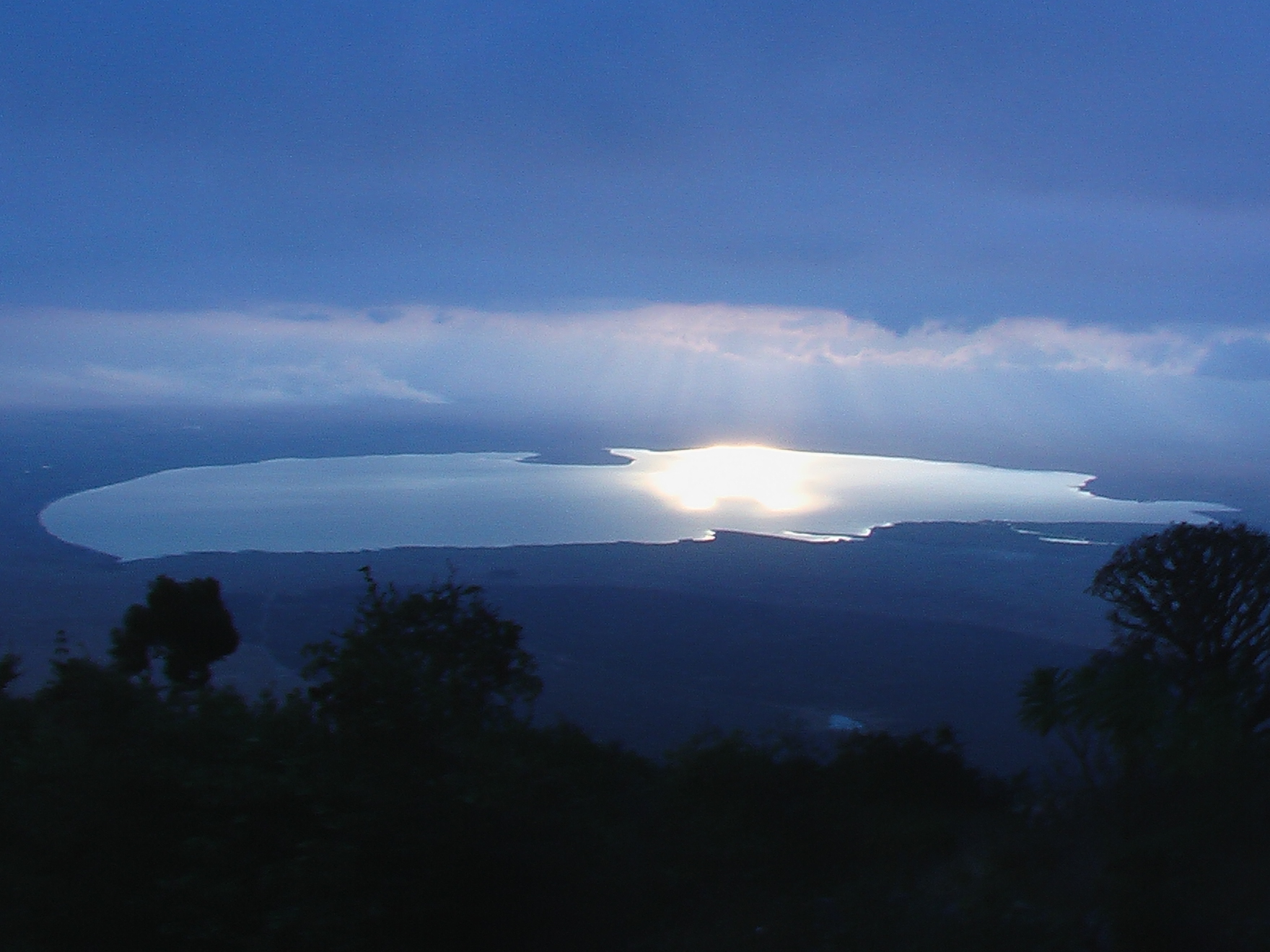
Overzicht van het in de krater gelegen meer
Gezicht op Ngorongoro krater